# 타이탄의 생명
타이탄의 생명체 존재 여부는 현재 해결되지 않은 문제이다. 

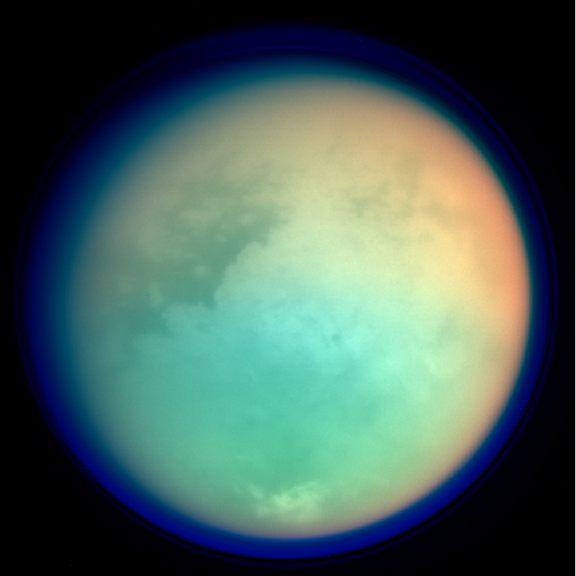
다중 스펙트럼으로 본 타이탄

타이탄은 지구보다 훨씬 춥기 때문에 표면에 액체 상태의 물이 존재하지 않는다. 이는 일부 과학자들이 타이탄의 생명체 존재 여부를 부정적으로 생각하는 원인 중 하나이다. 반면에, 타이탄의 두꺼운 대기는 화학적으로 활동적이며 탄소화합물이 매우 많다. 표면에는 메테인과 에테인으로 이루어진 호수가 있으며 얼음 껍질 밑에는 액체상태의 물이 존재하는 층이 있을 것으로 예측된다. 몇몇 과학자들은 이러한 액체의 혼합물에서 지구와는 다른 생명체가 탄생할 수 있다고  주장하기도 한다.
2010년 6월, 카시니-하위헌스 호에서 보내는 데이터를 분석하는 과학자들은 표면 근처의 대기에서 메테인 기반의 생명체 존재를 암시할수도 있는 이상징후를 포착했다. 하지만, 생명체의 존재를 암시하는 것이 아닌 화학적이거나 기상학적 현상일 수도 있다.

## 화학적 특성
타이탄이 생명의 기원에 관한 화학적인 연구를 하거나 잠재적인 외계의 생명을 연구할 수 있는 환경으로 고려되는 것은 대기에 존재하는 유기 화합물이 다양하기 때문이다. 다음은 카시니-하위헌스호의 질량 분석을 통해 타이탄의 대기 상층부에서 발견된 물질들이다.
| 연구                | Magee, 1050 km     | Cui, 1050 km       | Cui, 1077 km               | Waite et al., 1000–1045 km |
| ------------------- | ------------------ | ------------------ | -------------------------- | -------------------------- |
| 밀도 (cm−3)         | (3.18±0.71) x 109  | (4.84±0.01) x 109  | (2.27±0.01) x 109          | (3.19, 7.66) x 109         |
| 대기 구성 성분 비율 |                    |                    |                            |                            |
| 질소                | (96.3±0.44)%       | (97.8±0.2)%        | (97.4±0.5)%                | (95.5, 97.5)%              |
| 14N15N              | (1.08±0.06)%       |                    |                            |                            |
| 메테인              | (2.17±0.44)%       | (1.78±0.01)%       | (2.20±0.01)%               | (1.32, 2.42)%              |
| 13CH4               | (2.52±0.46) x 10−4 |                    |                            |                            |
| 수소                | (3.38±0.23) x 10−3 | (3.72±0.01) x 10−3 | (3.90±0.01) x 10−3         |                            |
| 아세틸렌            | (3.42±0.14) x 10−4 | (1.68±0.01) x 10−4 | (1.57±0.01) x 10−4         | (1.02, 3.20) x 10−4        |
| 에틸렌              | (3.91±0.23) x 10−4 | (5.04±0.04) x 10−4 | (4.62±0.04) x 10−4         | (0.72, 1.02) x 10−3        |
| 에테인              | (4.57±0.74) x 10−5 | (4.05±0.19) x 10−5 | (2.68±0.19) x 10−5         | (0.78, 1.50) x 10−5        |
| 사이안화 수소       | (2.44±0.10) x 10−4 |                    |                            |                            |
| 40Ar                | (1.26±0.05) x 10−5 | (1.25±0.02) x 10−5 | (1.10±0.03) x 10−5         |                            |
| 프로파인            | (9.20±0.46) x 10−6 | (9.02±0.22) x 10−6 | (6.31±0.24) x 10−6         | (0.55, 1.31) x 10−5        |
| 프로펜              | (2.33±0.18) x 10−6 |                    |                            | (0.69, 3.59) x 10−4        |
| 프로페인            | (2.87±0.26) x 10−6 | <1.84 x 10−6       | <2.16e-6(3.90±0.01) x 10−6 |                            |
| 다이아세틸렌        | (5.55±0.25) x 10−6 | (4.92±0.10) x 10−6 | (2.46±0.10) x 10−6         | (1.90, 6.55) x 10−6        |
| 사이아노젠          | (2.14±0.12) x 10−6 | (1.70±0.07) x 10−6 | (1.45±0.09) x 10−6         | (1.74, 6.07) x 10−6        |
| 사이아노아세틸렌    | (1.54±0.09) x 10−6 | (1.43±0.06) x 10−6 | <8.27 x 10−7               |                            |
| 아크릴로나이트릴    | (4.39±0.51) x 10−7 | <4.00 x 10−7       | <5.71 x 10−7               |                            |
| 프로피오나이트릴    | (2.87±0.49) x 10−7 |                    |                            |                            |
| 벤젠                | (2.50±0.12) x 10−6 | (2.42±0.05) x 10−6 | (3.90±0.01) x 10−7         | (5.5, 7.5) x 10−3          |
| 톨루엔              | (2.51±0.95) x 10−8 | <8.73 x 10−8       | (3.90±0.01) x 10−7         | (0.83, 5.60) x 10−6        |

질량 분석은 화합물 원자의 질량을 구별하는 것이지 구조를 구별할 수는 없기 때문에 발견된 화합물의 정확한 구별을 위한 추가적인 연구가 요구된다. 

## 표면 온도
타이탄은 태양으로부터 멀리 떨어져 있기 때문에 지구보다 훨씬 춥다. 타이탄의 표면 온도는 약 90 K (-179 °C)로 매우 낮다. 이런 온도에서는 얼음이(존재한다면) 녹거나 증발, 승화하지 않고 고체상태로 남아있는다. 극도로 춥고 대기에 이산화탄소가 부족한 환경때문에 Jonathan Lunine과 같은 과학자들은 외계 생명체 존재 가능성이 낮다고 생각했다. 타이탄의 평균 표면 온도는 액체 상태의 물이 존재하기에 적합하지 않지만, Lunine과 다른 과학자들의 계산은 운석 충돌이 가끔 물을 기반으로 한 생명체가 살 수 있는, 액체상태의 물이 수백년 혹은 더 긴 시간동안 존재할 수 있는 크레이터와 같은 "오아시스"를 만들 수 있다고 주장했다.
그러나 Lunine은 액체 상태의 메테인과 에테인이 존재하는 환경의 생명체를 제외시키지 않았다.

### 표면 온도에 관한 과거의 가설
1970년대에 천문학자들은 타이탄에서 예상치 못한 적외선이 방출되는 것을 발견했다. 과학자들은 이 현상을 설명할 수 있는 가설 중 하나로 표면이 온실 효과 때문에 과학자들이 생각했던 것보다 따뜻했다는 주장을 제기했다. 심지어 일부는 지구의 가장 추운 곳과 온도가 비슷할 것이라고 예측했다. 또 다른 가설 중 하나는, 타이탄의 표면은 매우 춥지만, 대기 상층부가 에테인, 에틸렌, 아세틸렌과 같은 분자가 자외선을 흡수하여  따뜻해진다는 것이다.
1979년 9월, 토성과 토성의 위성을 연구할 목적으로 발사된 최초의 우주 탐사선인 파이어니어 11호는 타이탄이 지구의 평균 온도보다 극도로 춥고, 행성 거주 가능 온도보다 매우 낮다는 것을 보여주는 데이터를 전송했다.

### 미래의 표면 온도
타이탄은 미래에 더 따뜻해질 수도 있다. 지금으로부터 5~60억년 후에는 태양이 적색 거성이 됨에 따라, 타이탄의 표면온도는 표면에 안정한 물-암모니아 혼합물이 존재할 수 있는 온도인 약 200 K (-70 °C)까지 오를 수 있다. 이렇게 되면 태양의 자외선 방출량이 감소하면서 타이탄 대기의 상층부에 존재하는 연무가 감소하여 표면의 온실 효과가 감소하고 대기 중의 메테인으로 인한 온실 효과가 더 큰 역할을 하게 될 것이다. 이러한 두 조건이 만나면 수 백만년동안 지속가능한 외계 생명체가 거주하기에 이상적인 환경이 될 수 있다. 

## 표면의 액체상태 물의 부재
타이탄 표면의 액체상태의 물이 없다는 사실은 NASA의 우주 생물학자인 Andrew Pohorille는 2009년 타이탄에 생명체가 존재한다는 주장에 대항하여 언급되었다. 그는 물이 "우리가 아는 유일한 생명체"가 사용하는 용액일뿐만 아니라 물의 화학적 성질은 "유기체의 자기 조직화"를 촉진하는 데도 특별하게 적합하다는 사실 때문에도 중요하다고 주장했다. 그는 타이탄 표면에서 생명체를 발견하는 것에 대한 전망이 생명체를 찾는 임무를 수행하는 데 드는 비용을 정당화하기에 충분한지에 대해 의문을 제기했다.

## 복잡한 분자의 형성

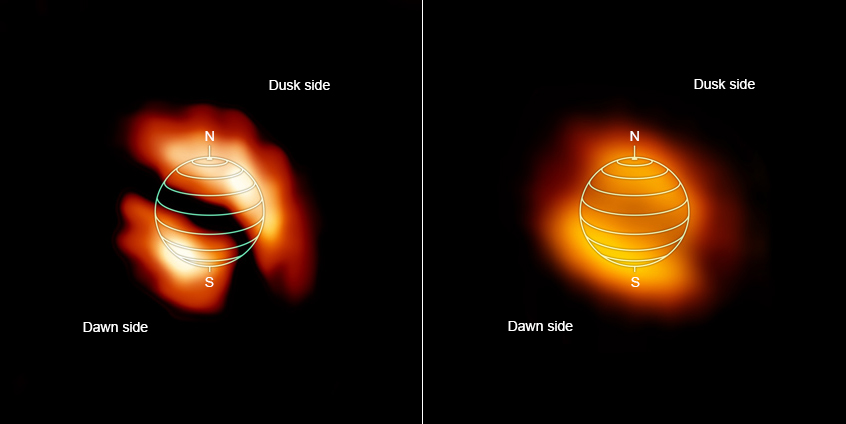
타이탄 대기의 유기 화합물 -사이안화수소 (좌측), 사이아노아세틸렌(우측)

타이탄은 태양계에서 유일하게 미량의 가스가 아닌 성숙한 대기를 가졌다고 알려진 위성이다. 타이탄의 대기는 두껍고 화학적으로 활동적이며  유기화합물이 많다고 알려져 있다. 이러한 사실들은 타이탄에서 생명체가 존재할 수 있다는 추측을 가능하게 한다. 또한, 대기에는 수소 기체가 존재하고 있는데, 이것은 지구의 메테인 세균과 비슷한 생물들이 유기 화합물의 일부(예: 아세틸렌)와 결합하여 에너지를 얻을 수 있다.
밀러 실험과 후속 실험들은 타이탄의 대기와 비슷한 환경에 자외선을 더해주면 톨린과 같은 고분자 화합물이 만들어질 수 있다는 것을 보여준다. 이런 반응은 질소와 메테인을 분해시켜 사이안화 수소와 아세틸렌을 만든다.
2010년 10월, 애리조나 대학교의 Sarah Hörst는 타이탄과 같은 환경의 대기에 에너지를 가했을 때 여러 화합물들 사이에서 DNA와 RNA의 구성 요소인 핵염기와 단백질의 기본 단위인 아미노산을 발견할 수 있었다고 발표했다. Hörst는 물이 없는 환경에서 최초로 핵염기와 아미노산이 발견된 실험이라고 말했다.
2013년 4월, NASA는 타이탄의 대기를 시뮬레이션한 연구를 바탕으로 타이탄에 복잡한 유기화합물이 존재할 수 있다고 발표했다. 또한, 2013년 6월, 다환 방향족 탄화수소가 타이탄의 대기 상층부에서 발견되었다.

## 가설

### 용매로서의 탄화수소

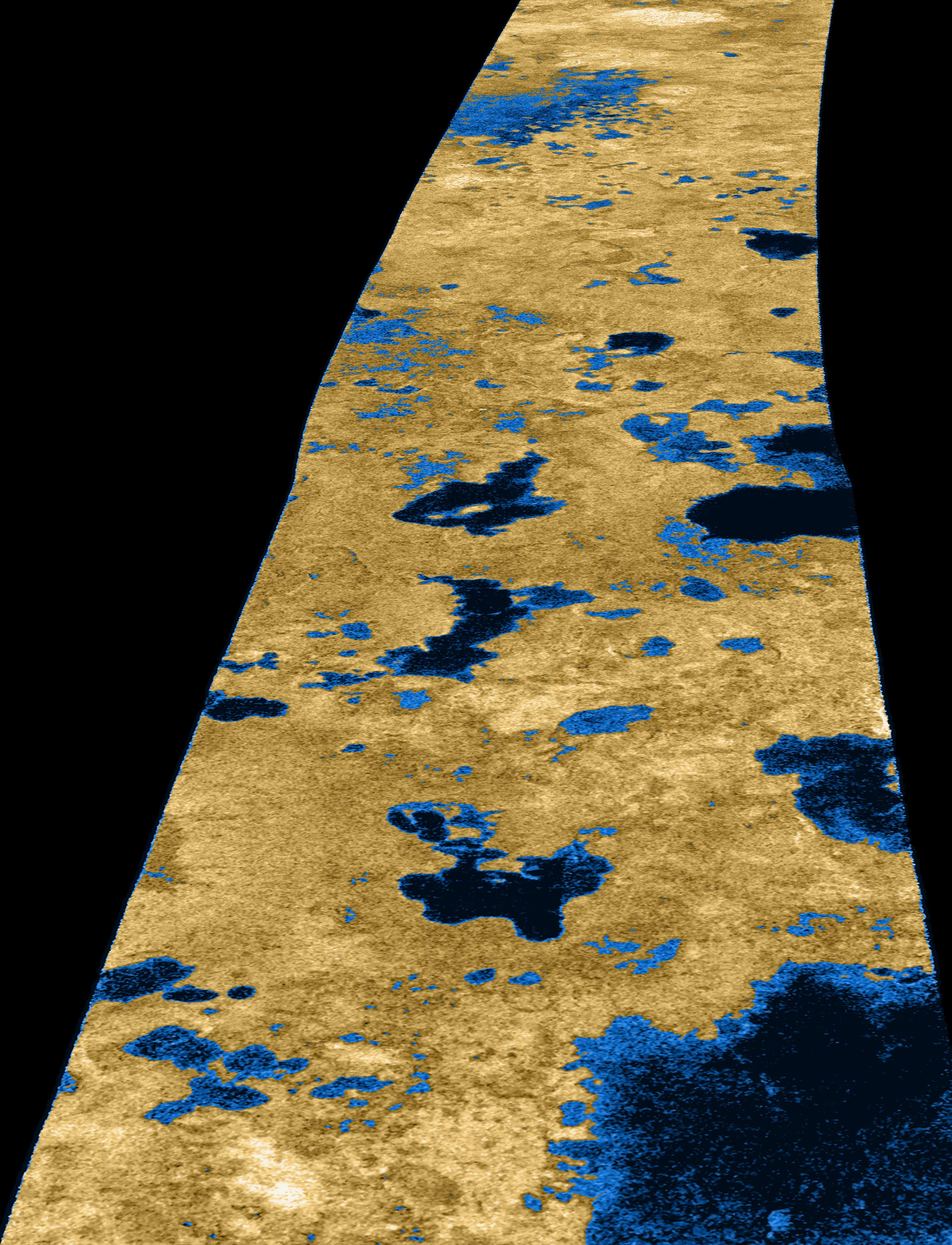
타이탄의 탄화수소 호수

지구에 존재하는 모든 생물들은 용매로서 물을 이용하지만, 타이탄에선 메테인과 에테인과 같은 탄화수소를 물 대신 이용할 수 있다. 물은 탄화수소보다 더 강한 용매지만, 물은 반응성이 크고 유기 화합물을 가수 분해시킬 수도 있다. 탄화수소를 기반으로 하는 생명체는 생체 분자가 이런 식으로 분해될 위험이 없을 것이다.
타이탄의 표면에는 액체 상태의 에테인과 메테인으로 이루어진 호수와 강, 바다가 존재하는 것으로 보이며, 이러한 환경에서 물을 기반으로 하지 않는 가상의 생명체가 존재할 수 있다는 주장이 존재한다. 물을 기반으로 하는 지구의 유기체와 같이 액체 메테인과 에테인을 기반으로하는 유기체 또한 존재할 수 있을 것으로 추측되어 왔다. 이러한 가상의 생명체들은 O2 대신 H2 로 호흡하고, 포도당 대신 아세틸렌과 반응하며, 이산화 탄소 대신 메테인을 생산할 것이다. 지구 상의 일부 메테인 세균과 비교해 보자면, 메테인 세균은 메테인과 물을 생산하면서 수소와 이산화탄소를 반응시켜 에너지를 얻는다.
2005년, 우주생물학자인  Chris McKay와 Heather Smith는 만약 메테인을 기반으로 하는 생명체가 대기중의 수소를 소비한다면, 타이탄의 대류권에 상당한 영향을 줄 것이라고 예측했다. 예측된 효과에는 다른 예측보다 훨씬 적은 양의 아세틸렌과 수소 농도의 저하가 포함되어 있다.
2010년 6월, 존 홉킨스 대학의 Darrell Strobel은 이러한 예측들과 일치하는 증거를 발표했다. Strobel은 대기 상층부의 수소 농도가 지표면 부근보다 훨씬 커서 1초에 약 1025개의 수소 분자가 지표면 부근으로 내려오고, 지표면 근처까지 도달한 수소 분자는 사라진다는 것을 발견했다. 또한, Strobel는 같은 달에 다른 논문에서는 타이탄 표면의 아세팉렌 농도가 매우 낮다는 것을 발표했다.
Chris McKay는 

### 세포막
2015년 2월, 액체 상태의 메테인에서 기능할 수 있는 가상의 세포막이 제안되었다. 이 막의 화학적으로 기반이 되는 물질은 아크릴로니트릴로 타이탄에서 존재하는 것으로 보인다. 이 막은 아조토솜이라고 불리는데, 지구의 생명체에 존재하는 인지질과 비교하여 인과 산소가 부족하지만 질소를 함유하고 있다. 둘의 화학적인 구조와 외부 환경이 매우 다르지만 기능은 유연성과 안정성 등의 측면에서 보았을 때 놀라울 정도로 유사하다.
2017년에 완성된 카시니-하위헌스호의 데이터를 분석한 결과, 타이탄의 대기 중에는 상당한양의 아크릴로니트릴이 있음이 확인되었다.

### 상대적 거주가능성
다양한 행성과 위성에서 생명체를 찾는것의 가능성을 평가하기 위해서,  Dirk Schulze-Makuch와 다른 과학자들은 표면과 대기의 특성, 에너지의 공급능력, 용매와 유기 화합물을 포함 요인을 고려한 행성 거주가능성의 지표를 만들었다. 2011년 기준으로 이 지표를 적용해 보았을 때, 관측 가능한 우주 내에서 타이탄은 지구를 제외하고 가장 높은 거주 가능성을 가지고 있다.

### 테스트 케이스로서의 타이탄
카시니-하위헌스 호의 임무가 원래 생명체와 유기화합물이 존재한다는 증거를 수집하는 것은 아니었지만, 카시니-하위헌스 호는 타이탄이 초기 지구의 환경과 비슷하다는 환경이라는 것을 보여줄 수 있다. 과학자들은 현재 타이탄의 대기 구성이 수증기가 부족한 것을 제외하고는 초기 지구의 대기와 비슷하다고 생각한다. 많은 가설은 화학적인 현상이 생물학적인 진화로 이어지는 연결 고리를 찾으려는 노력을 한다.